# Rebecca Patricia Armstrong
Rebecca Patricia Armstrong (Va néixer el 5 de desembre de 2002), més coneguda com a Becky, és una actriu i model tailandesa-britànica.
Armstrong va començar la seva carrera com a actriu amb les sèries TharnType 2: 7 Years of Love i Secret Crush on You.On va aconseguir més reconeixement va ser pel seu paper a la sèrie Gap: The Sèries i a la comèdia romàntica Llarga vida a l'amor. També ha participat a la pel·lícula Uranus2324 i a la sèrie The loyal Pin juntament amb l'actriu Sarocha Chankimha, més coneguda pel seu sobrenom de Freen.

## Primers anys
Armstrong va néixer el 5 de desembre de 2002 a Bangkok, Tailàndia. La seva mare és tailandesa i el seu pare és britànic. Té un germà més gran que es diu Richie.
La formació d'Armstrong ha estat marcada per múltiples trasllats internacionals. Va començar la seva escolarització a Austràlia i més tard es va mudar a Tailàndia, on va assistir a l'Escola Internacional de Shrewsbury. Posteriorment, es va mudar a Nova Zelanda i va anar a diverses escoles. Quan tornar a Tailàndia, es va matricular en l'Acadèmia Wattana Wittaya, on va haver d'esforçar-se per a recuperar la seva fluïdesa en la llengua tailandesa. La seva trajectòria educativa va continuar en el Victòria College de Belfast, abans de tornar a l'Escola Internacional de Shrewsbury. En el seu últim any de secundària, Armstrong va optar per estudiar Estudis Empresarials, Història, Inglés i Art Dramàtic.
Armstrong estudia actualment un doble grau en Dret amb especialització en Criminologia i Psicologia en la Universitat d'Essex.

## Carrera
La carrera com a actriu d'Armstrong va començar al 2020 quan va interpretar a "Thanya", un paper secundari en TharnType 2: 7 Years of Love, una seqüela de la reeixida sèrie TharnType: The Sèries. La seva participació en l'elenc va ser anunciada al maig de 2020 a través de Twitter. La sèrie es va estrenar el novembre del mateix any. A principis de 2022, Armstrong va interpretar el paper secundari de "Fon" en Secret Crush on You.
A finals de 2022, Armstrong va interpretar el seu primer paper protagonista com "Mon" en la primera sèrie tailandesa de gènere Girls' Love, Gap: The Sèries. Gràcies a aquest paper va guanyar fama internacional i múltiples premis. La sèrie va superar els 500 milions de visites en YouTube.
Armstrong va interpretar a "Namo" a Llarga vida a l'amor , una comèdia romàntica sobre una família desestructurada que es va estrenar al juny de 2023, protagonitzada per Sunny Suwanmethanont i Araya A. Hargate. La pel·lícula va recaptar més de 100 milions de bahty és una de les pel·lícules tailandeses més taquilleres de 2023. La pel·lícula es va projectar en diversos països, incloent els Estats Units i el Brasil. La pel·lícula es va llançar a nivell mundial a Netflix a l'octubre de 2023.
Armstrong va protagonitzar el curtmetratge i vídeo musical No Worries, juntament amb LYKN, una banda de nois sota l'estudi de producció musical Riser Music de GMMTV.

## Vida personal
Armstrong es descriu a si mateixa com una persona aventurera, amb afició a esports com el futbol, el tennis, la boxa, el tir amb arc i l'escalada. A més, ha expressat la seva fascinació pels taurons i la biologia marina.

Armstrong té com a mascotes dos buldogs francesos anomenas Bonbon i Boba

## Filmografia

### Pel·lícules i curtmetratges
| Any  | Títol                | Personatge | Notes           | Ref.   |
| ---- | -------------------- | ---------- | --------------- | ------ |
| 2023 | Llarga vida a l'amor | Namo       | Paper secundari | [ 25 ] |
| 2023 | No Worries           | Becky      | Curtmetratge    | [ 26 ] |
| 2024 | Uranus 2324          | Kath       | Protagonista    | [ 27 ] |

### Televisió
| Any  | Títol                        | Personatge | Notes           | Ref.   |
| ---- | ---------------------------- | ---------- | --------------- | ------ |
| 2020 | TharnType 2: 7 Years of Love | Thanya     | Paper secundari | [ 28 ] |
| 2022 | Secret Crush on You          | Fon        | Paper secundari | [ 29 ] |
| 2022 | Gap: The Sèries              | Mon        | Protagonista    | [ 30 ] |
| 2024 | The Loyal Pin                | Anilaphat  | Protagonista    | [ 31 ] |

## Premis i nominacions
| Any  | Premi                 | Categoria                                    | Nominada per    | Resultat   | Ref.   |
| ---- | --------------------- | -------------------------------------------- | --------------- | ---------- | ------ |
| 2023 | Huading Awards        | Actriu més Popular en una Sèrie de Televisió | Gap: The Sèries | Nominada   | [ 32 ] |
| 2023 | Kazz Awards           | Dona Revelació de l'Any                      |                 | Guanyadora | [ 33 ] |
| 2023 | Kazz Awards           | Pareja de l'Any                              | Gap: The Sèries | Guanyadora | [ 33 ] |
| 2023 | Maya TV Awards        | Actriu Revelació de l'Any                    |                 | Nominada   | [ 34 ] |
| 2023 | Maya TV Awards        | Pareja de l'Any                              | Gap: The Sèries | Guanyadora | [ 34 ] |
| 2023 | Nine Entertain Awards | Premi del públic                             | Gap: The Sèries | Guanyadora | [ 35 ] |
| 2023 | Feed I Capital Awards | Actriu més Popular                           | Gap: The Sèries | Guanyadora | [ 36 ] |
| 2023 | Feed I Capital Awards | Pareja més Popular                           | Gap: The Sèries | Guanyadora | [ 36 ] |
| 2023 | HOWE Awards           | Premi a la Millor Parella                    | Gap: The Sèries | Guanyadora | [ 37 ] |